# Kureń Bukowiński (1941)
Kureń Bukowiński (ukr. Буковинський курінь) – ukraińska jednostka utworzona przez OUN-M pod koniec lipca 1941 roku z uczestników antysowieckiego powstania na Bukowinie.
Po trzech tygodniach funkcjonowania władzy ukraińskiej na Bukowinie została ona zajęta przez Rumunię. Władze rumuńskie zlikwidowały wszystkie działające organizacje ukraińskie i rozpoczęły represje. Działacze ukraińscy wyruszyli więc do Kijowa przez Horodenkę, Kamieniec Podolski, Bar, Żmerynkę i Winnicę. Po drodze organizowano grupy tworzące administrację ukraińską i organizujące życie społeczne (np. kpt. Petro Zachwałynskyj dowodził policją Kijowa, Orest Masykewycz został burmistrzem Mikołajowa). Dowódcą kurenia był Petro Wojnowskyj.
Pod koniec 1941 roku Kureń Bukowiński został połączony z Kureniem Kijowskim, a następnie zlikwidowany przez władze niemieckie. Jego działaczy wcielono do 115 batalionu policyjnego (część również do 109 i 118).
Kureń ten najprawdopodobniej wziął udział w rozstrzeliwaniach Żydów w Babim Jarze; następnie jego członkowie w szeregach batalionów policyjnych dokonali wielu masakr cywilów na terenie obecnej Białorusi
W 1995 roku w Czerniowcach, na rogu ulic Russkoj i Sadowskoho, odsłonięto pomnik Bohaterom Kurenia Bukowińskiego.